# Dotti efferenti
I dotti efferenti (o ductus efferentes) sono dei condotti che collegano la rete testicolare con la sezione iniziale dell'epididimo.
Esistono due modelli principali della struttura di dotti efferenti:
- entrate multiple nell'epididimo, presente nella maggior parte dei grandi mammiferi. Gli esseri umani e gli altri grandi mammiferi possiedono circa 15-20 dotti efferenti, che occupano quasi un terzo della testa dell'epididimo.
- singola entrata, presente nella maggior parte dei piccoli animali come roditori, nei quali i 3-6 dotti si fondono in un unico piccolo dotto prima di entrare nell'epididimo.

I dotti sono unilaminari, composti da cellule ciliate colonnari e cellule non ciliate. Le cellule ciliate hanno il compito di mescolare i fluidi luminali, contribuendo a garantire un assorbimento omogeneo dell'acqua dal fluido prodotto dal testicolo, in modo tale da aumentare la concentrazione dello sperma luminale. L'epitelio è circondato da una banda di muscolatura liscia che aiuta a spingere lo sperma verso l'epididimo.